# Lóssevo
Lóssevo - Лосево (rus) és un khútor del krai de Krasnodar, a Rússia. Es troba a la vora del riu Txelbas. És a 12 km al nord de Kropotkin i a 135 km al nord-est de Krasnodar.
Pertanyen a aquest khútor els khútors de Kazatxi i Rogatxov, i els possiolki de Stepnoi i Dessiàtikhatka.